# 洛陽市
洛陽市（らくようし、簡体字中国語: 洛阳市、拼音: Luòyáng）は、中華人民共和国河南省西部に位置する地級市。中国史上、しばしば関中の長安と並んで中国王朝の首都となった。

## 地名の由来
洛陽の南には洛水が流れており、これが地名の由来となっている。「陽」は「日当たりのいい場所」の意で、河谷の北側斜面などの南中した太陽と向かい合う土地を指す。つまり、山岳や丘陵の斜面では河谷とは逆に「陽」は南側斜面にあたる。
また日本の平安京が洛陽を原型としたことから「洛」は京都の雅称とされた。「洛中」「洛外」の表現は鎌倉時代より見られ「洛中洛外図屏風」が制作された安土桃山時代には一般化した。

## 地理
河南省西部にあり、黄河の中流にある。総面積は、15,208 平方キロメートルであり、区部の面積は 544 平方キロメートルである。黄河・洛河・伊河・澗河・瀍河が領域内を流れる。東に虎牢関、西に函谷関、北に邙山、南に伏牛山がある。中岳嵩山も隣接する。古くから兵家必争の地であり、歴代の帝王が都を建てようと考えた土地でもあった。
洛陽市の気候の特徴は、四季がはっきりと分かれ、冬は寒くて降水が少なく、春は乾燥し風が多く、夏は非常に暑く雨が集中して多いことである。秋には晴れて日照時間が長い。年平均気温は摂氏 14.7 度、年平均降水量は601.6 ミリメートルである。
北部の三門峡市が編入したり、独立したりを都度繰り返す。この三門峡市の北側に黄河が流れ、1960年に黄河を堰き止める形で三門峡ダムが建設された。

## 歴史
黄河支流の洛水流域はそれまで黄土高原を流れてきた黄河が華北平原に出る位置にある。つまり、黄土高原において重要な勢力を養ってきた黄河支流の渭水（周・秦）、汾水（晋）流域からの華北平原への出口に位置しており、なおかつ邙山により黄河本流の氾濫からは遮られている。そのため、この地域一帯には新石器時代より重要な遺跡が残されている。洛河支流の澗河上流には仰韶文化の発見由来ともなった仰韶村遺跡があり、文化古典伝承の夏に相当するとも考えられている二里頭遺跡、殷初期の都城遺跡である偃師商城などが並んでいる。
洛陽の歴史は、周の成王の時代に殷を滅ぼした周の東方経営の拠点の下都として洛邑の都城が築かれて、王城、成周、東都と呼ばれたことに始まる。平王の時代、戦乱により荒廃した渭水流域の宗周鎬京城（後世の長安）より都が移された。
こうした経緯から、中国古代の王朝では渭水流域の軍事力と結びついた「長安」と華北平原の経済力と結びついた「洛陽」が対になって首都機能を担う形が出来上がっていった。
その後、後漢・三国魏・西晋・北魏・隋・後唐などにおいて「洛陽」に都が置かれている。
漢代では、火徳とする漢王朝に「洛」字の水偏（サンズイ）が忌まれ、雒陽と改名された。しかし、土徳を掲げる曹魏により元の洛陽に戻された。
また、唐朝を一時簒奪した女帝武則天の朝廷である武周（690年 - 705年）では神都と改名されて都となった。これも唐の復活により元の洛陽の名に戻された。
三国時代の呉から南朝の統治下で江南の開発が進み、華北平原と取って替わって穀倉地帯としての地位が向上した。隋の南北統一と大運河の建設により華北の政権を江南の生産力が支える形が確立された。洛陽は江南の物資を長安の軍事、政治と結びつける集積地として「東都」とも呼ばれて繁栄した。
しかし唐王朝の衰退・滅亡で渭水流域の軍事的政治的地位が凋落すると、江南の生産力を華北に移送する集積地としての地位はより東方の開封に取って代わられることとなった。
その後、五代十国時代を経て、建国された宋ではいよいよ開封が本格的な首都とされた。
さらに元代以降は、政治の中心がモンゴル高原東部の騎馬軍事力を背景とした北京に移り変わり、これを南京に集積された江南の富が支える形が確立して、洛陽の歴史的な首都機能は失われた。このため中国本土の中心地としての重要性こそ低下したが、河南地域の主要都市としての地位は現在まで受け継がれている。
明・清代には河南府の府治が設置され、中華民国が成立すると洛陽専区が設置されていた（1948年に設置された洛陽市は県級市であり、洛陽地区の管轄下に置かれた）。
1944年には大陸打通作戦により、日本軍に占領された。1956年に地級市としての洛陽市が成立している。
2000年にユネスコ世界遺産に登録された龍門洞窟は洛陽市郊外に位置している。これは493年（太和17年）、北魏が洛陽に遷都した時代に建築が始まった石窟寺院であり、中唐まで、およそ3万体の仏像が石窟の中に作られたものである。
また、洛陽は長安とともに2014年に世界遺産に登録されたシルクロードも構成している。

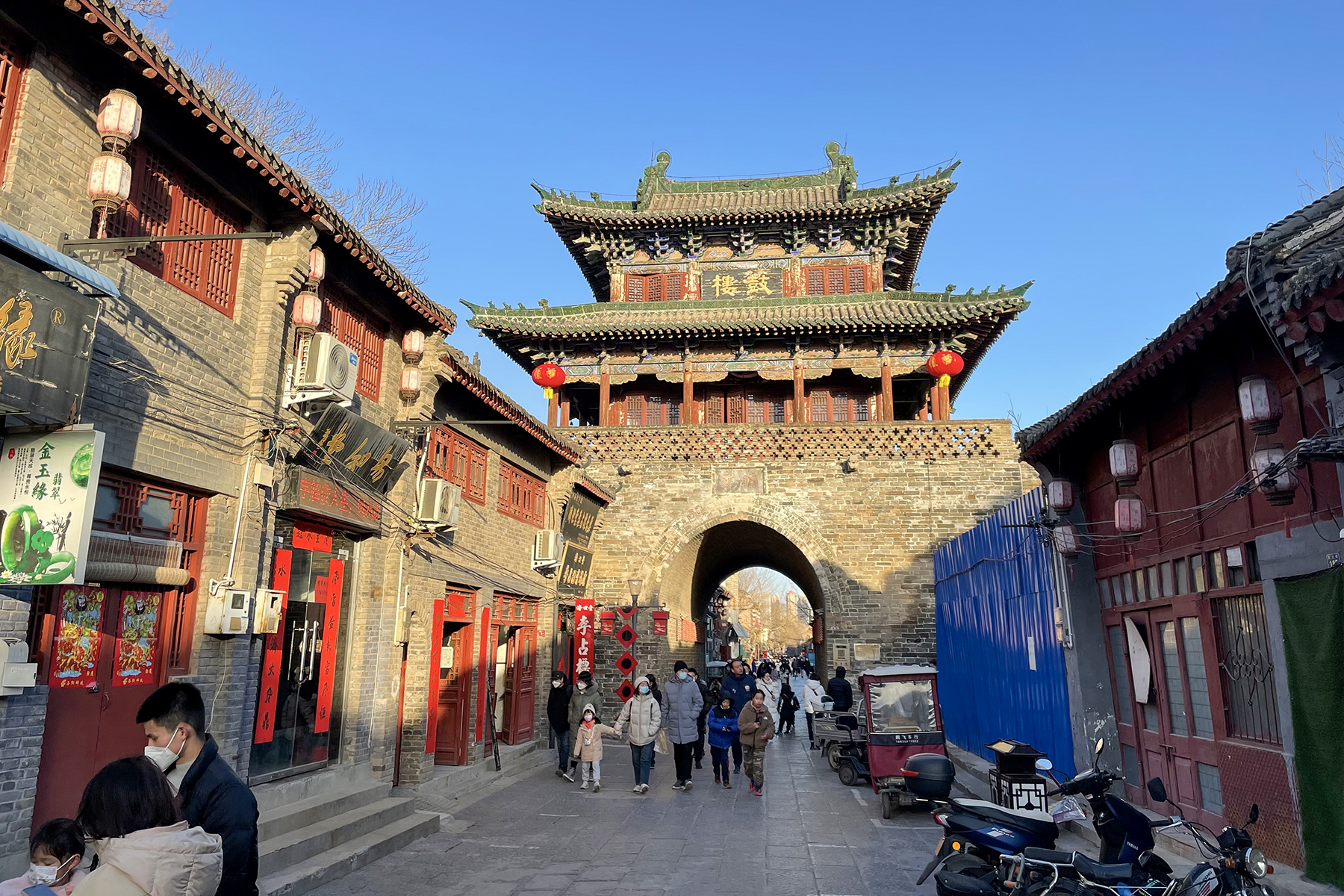
洛陽の古い街並み

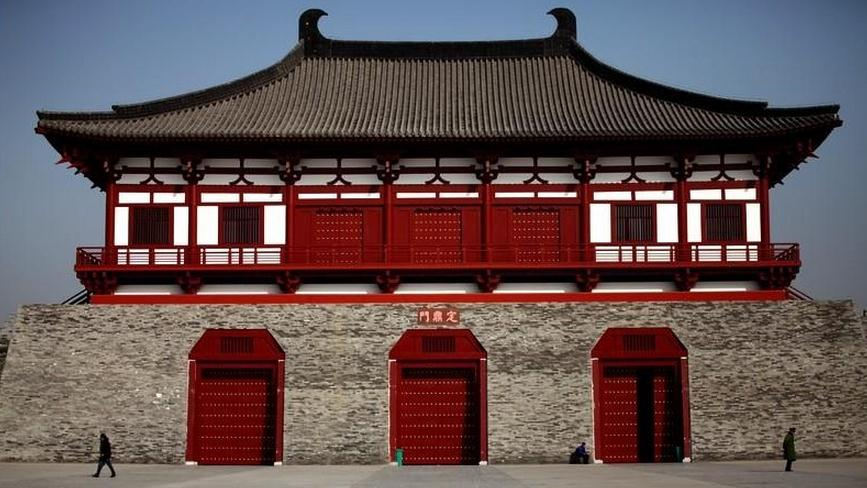
洛陽城の外城の正門『定鼎門』

## 行政区画
7市轄区・7県を管轄下に置く。
- 市轄区：
  - 洛竜区・澗西区・西工区・老城区・瀍河回族区・偃師区・孟津区
- 県：
  - 新安県・宜陽県・伊川県・汝陽県・嵩県・洛寧県・欒川県

| 洛陽市の地図 |
| --- |
| 1 2 3 4 洛竜区 偃師区 孟津区 新安県 欒川県 嵩県 汝陽県 宜陽県 洛寧県 伊川県 1. 老城区 2. 西工区 3. 瀍河回族区 4. 澗西区 |

### 年表
この節の出典

#### 洛陽地区
- 1949年10月1日 - 中華人民共和国河南省洛陽専区が成立。洛陽市・洛陽県・偃師県・孟津県・新安県・宜陽県・伊陽県・伊川県・嵩県が発足。(1市8県)
- 1952年4月8日 - 陝州専区陝県・澠池県・洛寧県・盧氏県・欒川県・霊宝県・閿郷県を編入。(1市15県)
- 1954年4月19日 - 洛陽市が地級市の洛陽市に昇格。(15県)
- 1954年6月21日 - 閿郷県が霊宝県に編入。(14県)
- 1954年9月4日 - 許昌専区臨汝県を編入。(15県)
- 1955年3月4日 - 洛陽県の一部が洛陽市郊区に編入。(15県)
- 1955年11月7日 - 洛陽県が孟津県・偃師県・宜陽県に分割編入。(14県)
- 1956年6月30日 - 孟津県の一部が洛陽市郊区に編入。(14県)
- 1957年3月26日 - 陝県の一部が分立し、地級市の三門峡市となる。(14県)
- 1958年12月8日 - 洛陽市・三門峡市を編入。洛陽市・三門峡市が県級市に降格。(2市14県)
- 1959年8月21日 - 伊陽県が汝陽県に改称。(2市14県)
- 1959年10月1日 - 陝県が三門峡市に編入。(2市13県)
- 1960年8月15日 - 欒川県が嵩県に編入。(2市12県)
- 1961年10月5日 - 嵩県の一部が分立し、欒川県が発足。(2市13県)
- 1962年3月27日 - 三門峡市の一部が分立し、陝県が発足。(2市14県)
- 1964年4月30日 - 洛陽市が地級市の洛陽市に昇格。(1市14県)
- 1969年3月15日 - 洛陽専区が洛陽地区に改称。(1市14県)
- 1970年1月27日 - 澠池県の一部が分立し、義馬鉱区が発足。(1市14県1鉱区)
- 1971年11月8日 - 孟津県が洛陽市に編入。(1市13県1鉱区)
- 1976年11月12日 - 洛陽市孟津県を編入。(1市14県1鉱区)
- 1981年4月4日 - 義馬鉱区が市制施行し、義馬市となる。(2市14県)
- 1983年9月1日 - 新安県・偃師県・孟津県が洛陽市に編入。(2市11県)
- 1986年1月18日 
  - 三門峡市が地級市の三門峡市に昇格。
  - 義馬市・澠池県・陝県・霊宝県・盧氏県が三門峡市に編入。
  - 欒川県・嵩県・汝陽県・宜陽県・伊川県・洛寧県が洛陽市に編入。
  - 臨汝県が平頂山市に編入。

#### 洛陽市(第1次)
- 1954年4月19日 - 洛陽専区洛陽市が地級市の洛陽市に昇格。一区・二区・郊区が成立。(3区)
- 1955年3月4日 - 洛陽専区洛陽県の一部が郊区に編入。(3区)
- 1955年12月 - 一区・二区が合併し、老城区が発足。(2区)
- 1956年3月17日 (4区)
  - 郊区の一部が分立し、澗西区が発足。
  - 老城区の一部が分立し、西工区が発足。
- 1956年6月30日 - 洛陽専区孟津県の一部が郊区に編入。(4区)
- 1958年12月8日 - 洛陽市が洛陽専区に編入。

#### 洛陽市(第2次)
- 1964年4月30日 - 洛陽専区洛陽市が地級市の洛陽市に昇格。澗西区・洛北区・瀍河回族区・郊区が成立。(4区)
- 1971年11月8日 - 洛陽地区孟津県を編入。(4区1県)
- 1975年12月20日 - 洛北区の一部が分立し、西工区が発足。(5区1県)
- 1976年11月12日 - 孟津県が洛陽地区に編入。(5区)
- 1982年1月30日 - 洛北区が老城区に改称。(5区)
- 1982年8月13日 - 新郷地区孟県・済源県の各一部が合併し、吉利区が発足。(6区)
- 1983年9月1日 - 洛陽地区新安県・偃師県・孟津県を編入。(6区3県)
- 1986年1月18日 - 洛陽地区欒川県・嵩県・汝陽県・宜陽県・伊川県・洛寧県を編入。(6区9県)
- 1993年12月15日 - 偃師県が市制施行し、偃師市となる。(6区1市8県)
- 2000年5月20日 (6区1市8県)
  - 郊区・西工区の各一部が合併し、洛竜区が発足。
  - 郊区の残部が澗西区・西工区・老城区・瀍河回族区に分割編入。
- 2006年6月 - 宜陽県の一部が洛竜区に編入。(6区1市8県)
- 2007年5月 - 西工区の一部が澗西区に編入。(6区1市8県)
- 2008年5月 - 伊川県の一部が洛竜区に編入。(6区1市8県)
- 2009年12月21日 - 偃師市の一部が洛竜区に編入。(6区1市8県)
- 2010年3月19日 - 偃師市の一部が洛竜区に編入。(6区1市8県)
- 2011年5月9日 - 偃師市の一部が洛竜区に編入。(6区1市8県)
- 2013年2月22日 - 宜陽県の一部が洛竜区に編入。(6区1市8県)
- 2021年3月18日 (7区7県)
  - 偃師市が区制施行し、偃師区となる。
  - 孟津県・吉利区が合併し、孟津区が発足。

## 人口
総人口は615万人であり、区部にはそのうち140万人が住む。
洛陽市には様々な民族が雑居し、その数は合わせて32民族を数える。その中で漢族は602万人であり、市の人口の98.8%を占める。その他の少数民族は8万人近くおり、市の人口の 1.2 パーセントを占める。回族・満洲族・モンゴル族が比較的多い。

## 教育
- 河南科学技術大学
- 洛陽師範学院
- 洛陽理工学院
- 洛陽第一高級中学 - 洛陽で歴史が最も長い中学の1つであり、河南省重点中学である。

## 観光
- 龍門石窟 - 世界遺産。洛陽市の南方14キロメートルの龍門山 (洛陽)（中国語版）西山にあり、中国の三大石刻芸術の宝庫である。
- 白馬寺 - 洛陽市の東方7キロメートルにあり、仏教が中国に伝えられてから最初にできた寺である。「釈源」・「祖庭」と称えられている。
- 漢魏洛陽城遺跡（中国語版） - 別名、漢魏洛陽古城。世界遺産。
- 隋唐洛陽城遺跡（中国語版） - 世界遺産。
- 関林廟（中国語版） - 三国時代の蜀の大将関羽の首が埋められている。
- 白園（中国語版） - 竜門山東山にあり、唐代の詩人白居易の墓である。
- 洛陽古墓博物館（中国語版） - 中国最初の地下式の古い墓の博物館である。
- 洛陽博物館（中国語版） -  9つの王朝が都を置いた古都洛陽の歴史博物館。
- 洛陽牡丹（中国語版） - 海外にも知れ渡るほどで、4月15日から4月25日まで行われる「牡丹花会」には見物人がとても多い。
- 含嘉倉
- 天津橋
- 邙山
- 白雲山
- 桜桃溝
- 花果山
- 鶏冠洞
- 風穴寺
- 黄河小浪底ダム

### ギャラリー

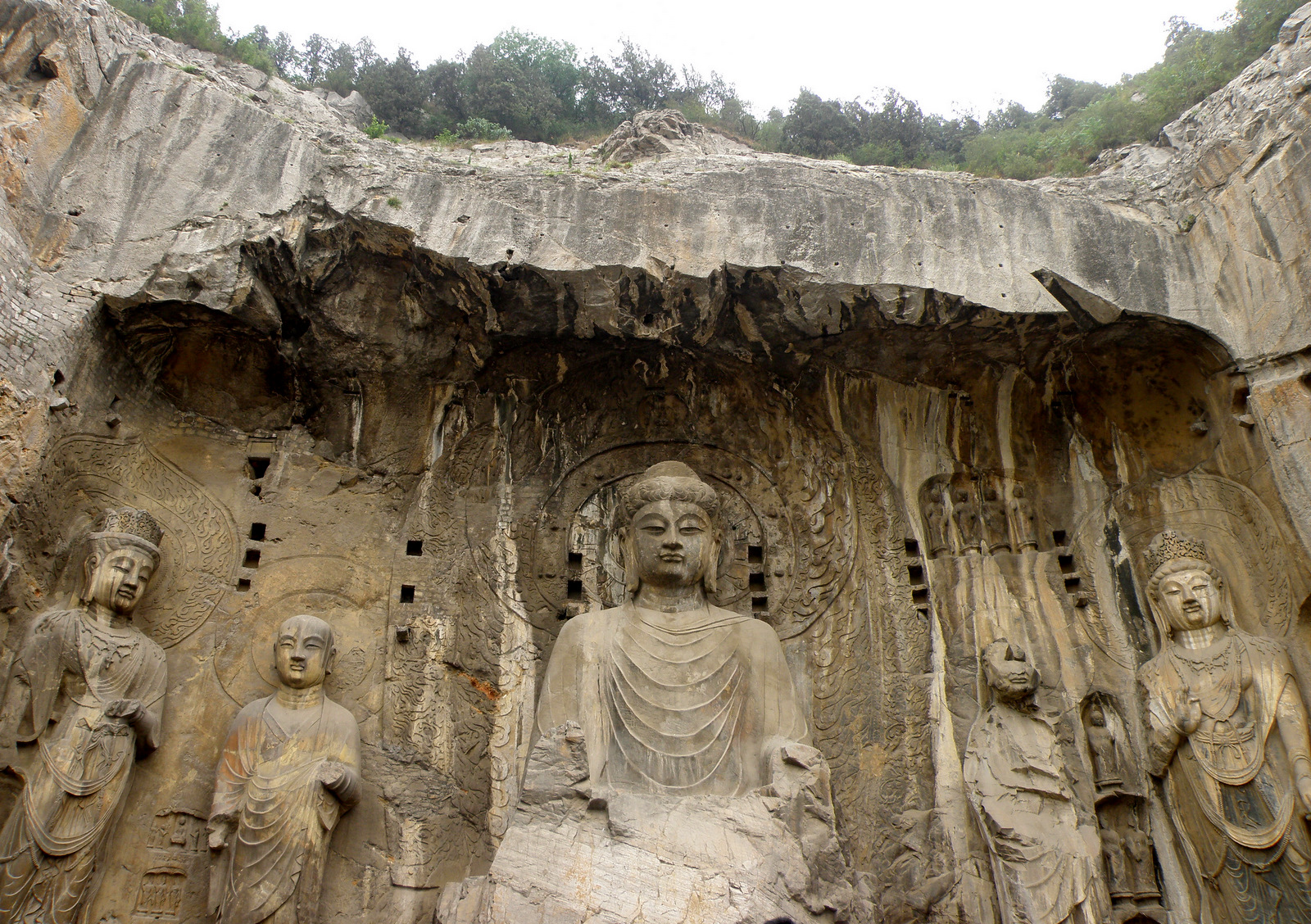
龍門石窟
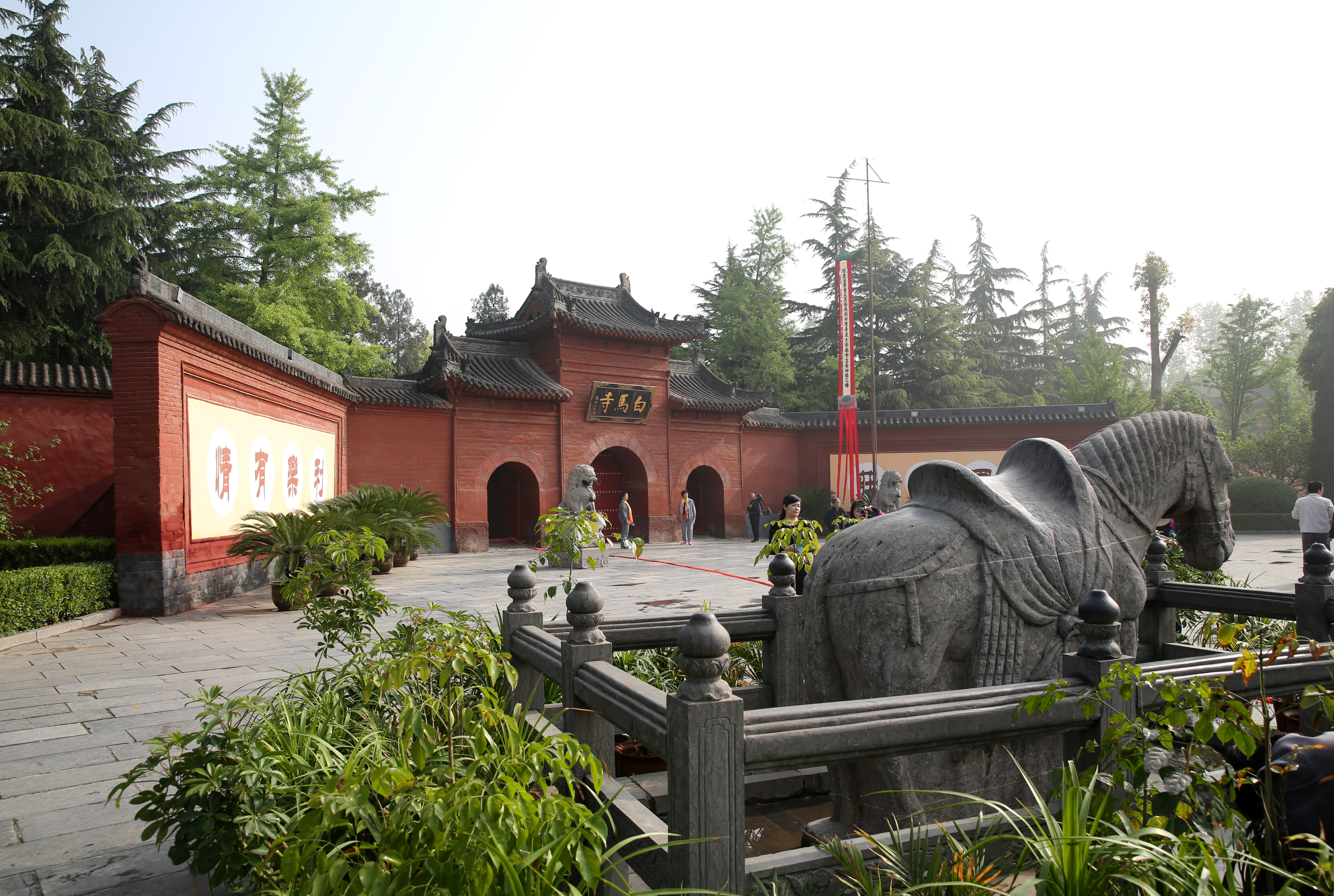
白馬寺
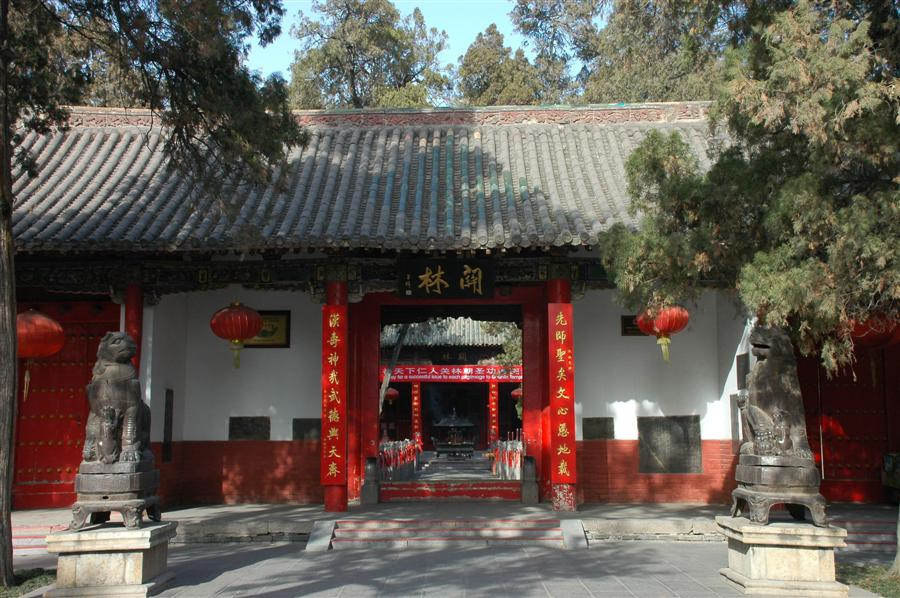
関林廟
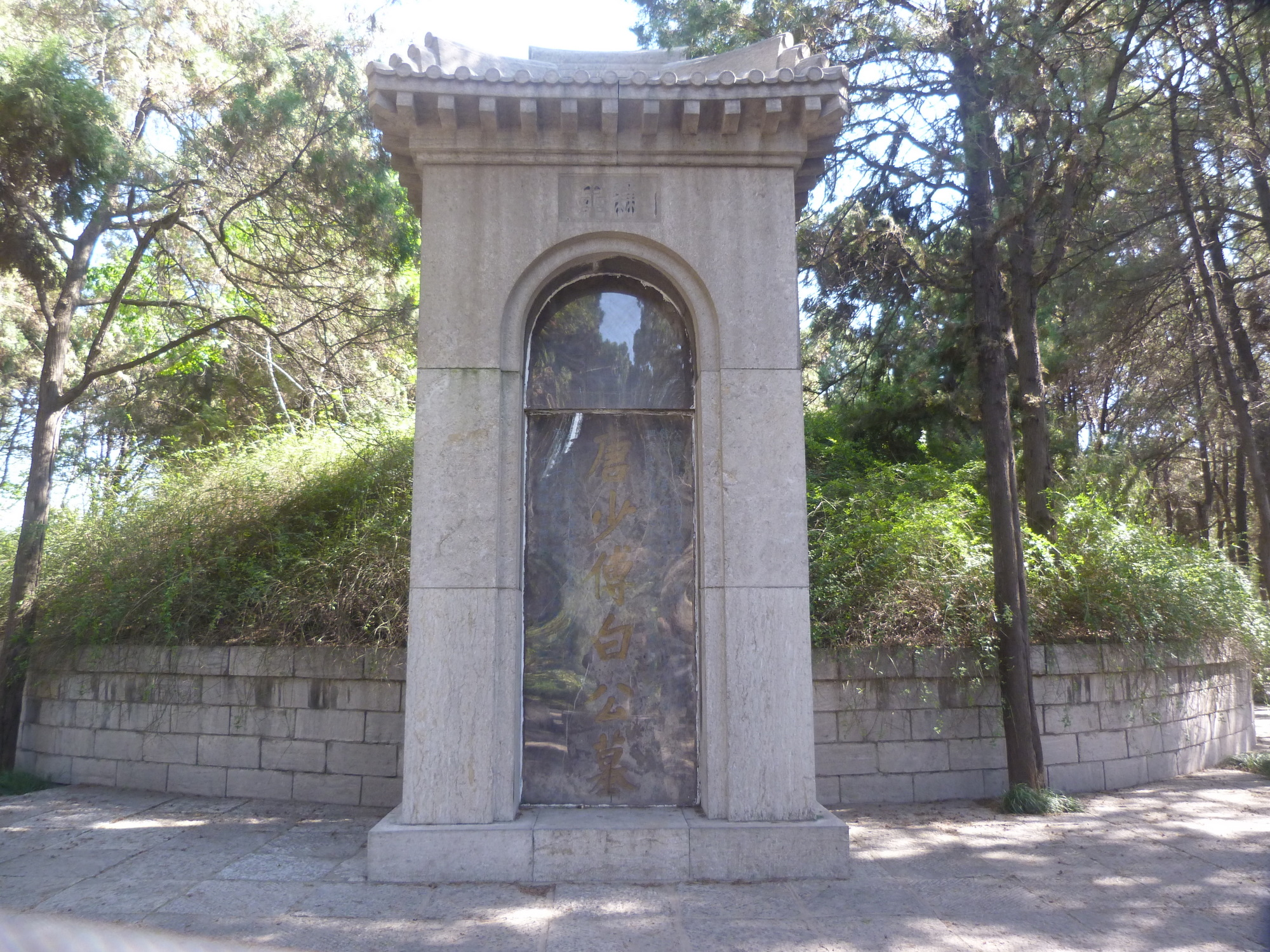
白居易の墓
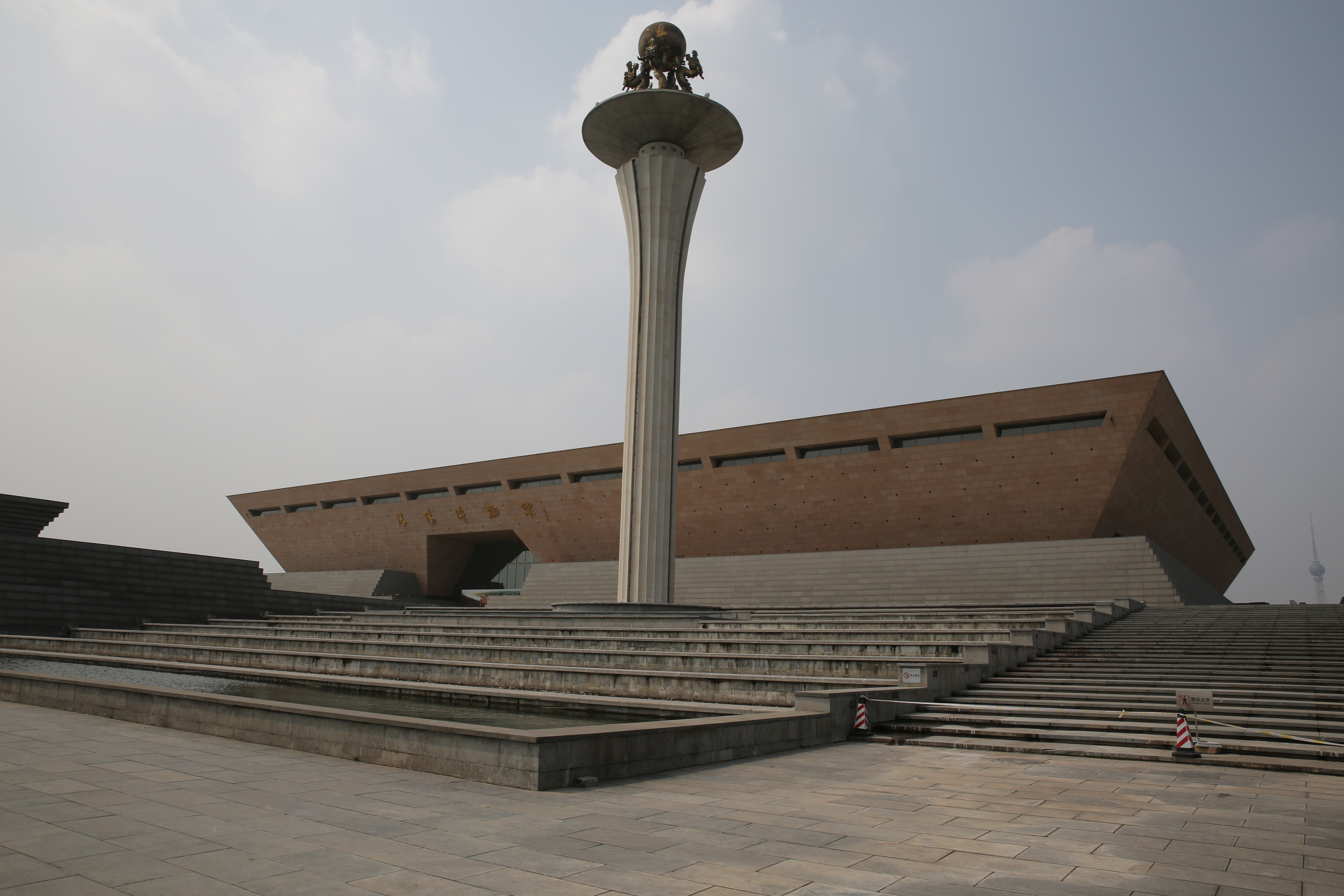
洛陽博物館
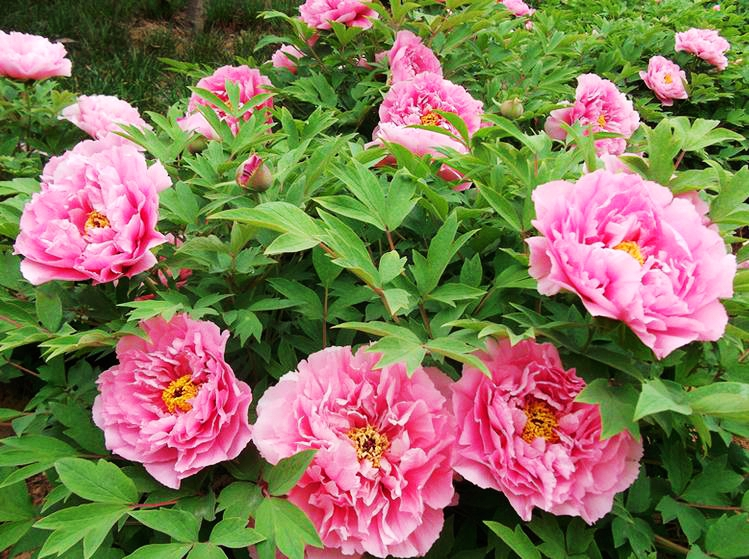
洛陽牡丹
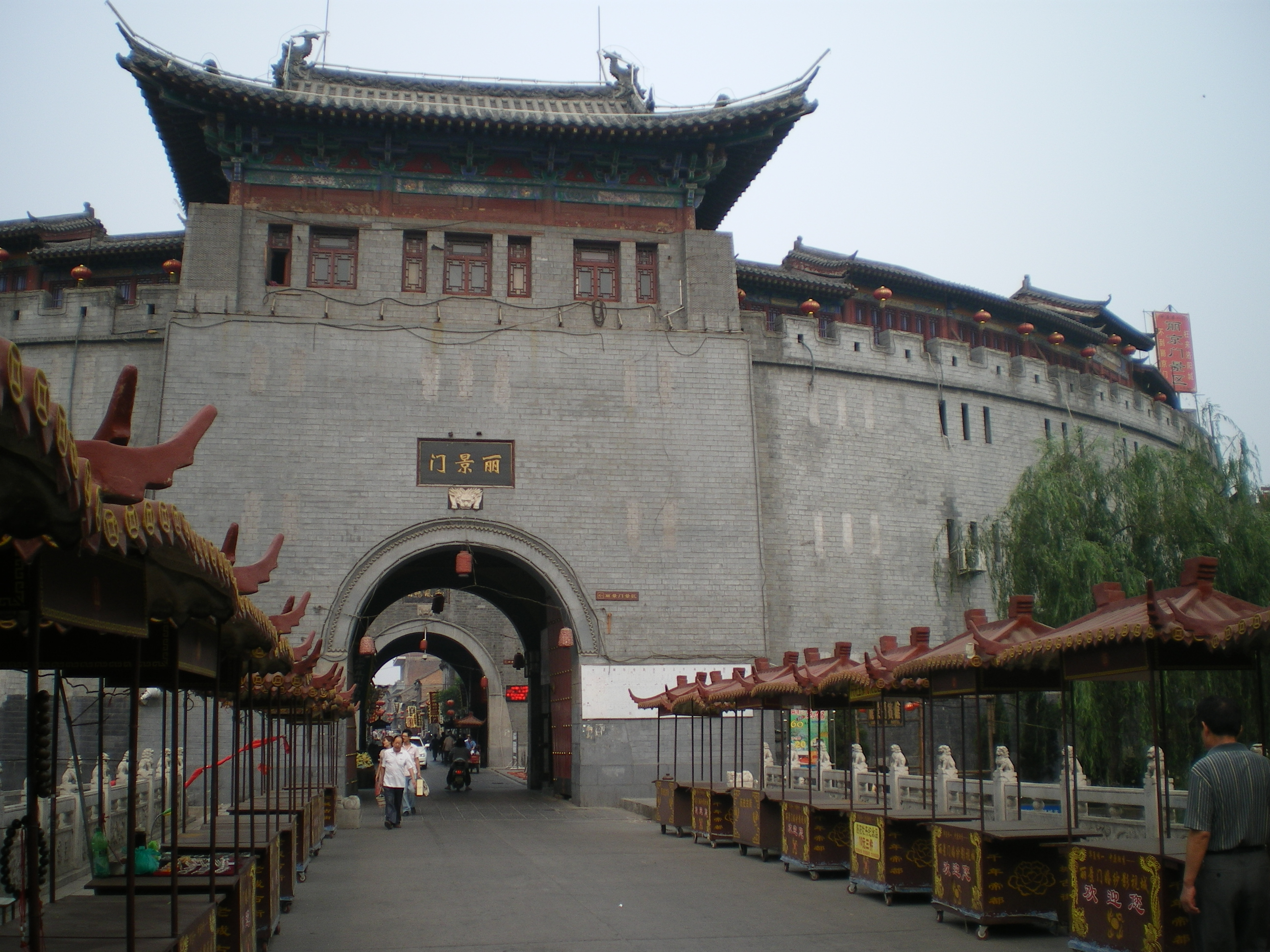
麗京門

## 経済
- 洛陽欒川モリブデン業集団（中国語版）本社所在地

## 交通

### 航空
- 洛陽北郊空港

### 鉄道
- 洛陽駅：隴海線 (在来線)
- 洛陽東駅：隴海線、焦柳線 (在来線)

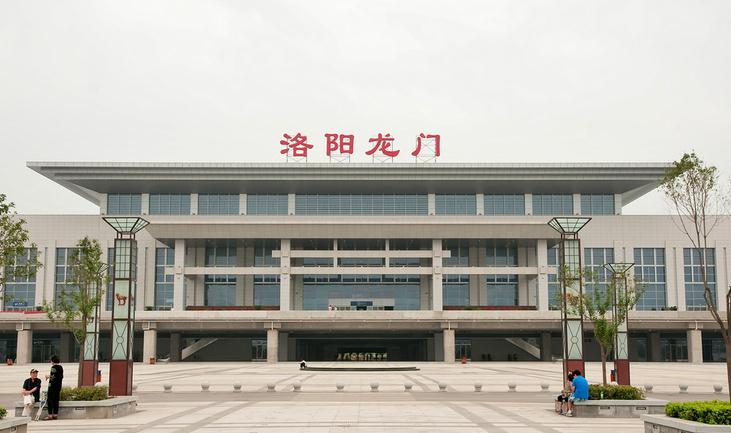
洛陽竜門駅

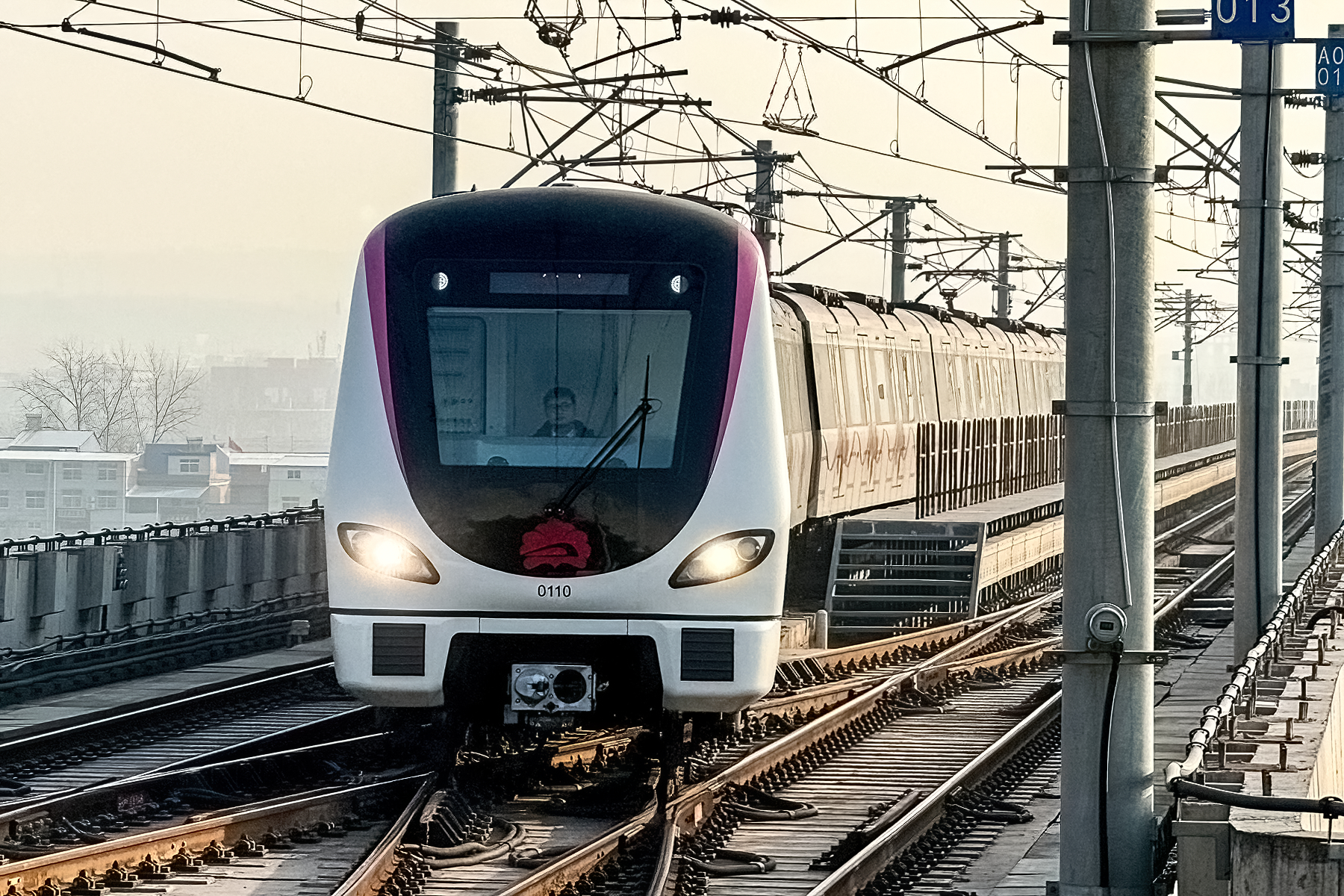
洛陽軌道交通1号線

- 洛陽龍門駅：鄭西客運専用線 (高速鉄道) - 当駅から省都の鄭州との間は高速列車で30～40分程度[4]である。また、鄭州新鄭国際空港に隣接する新鄭機場駅[5]からは、鄭州東駅での乗り換えを含めて概ね1時間半程度で到達可能である。
- 洛陽軌道交通（地下鉄）
  - 洛陽軌道交通1号線
  - 洛陽軌道交通2号線

### バス

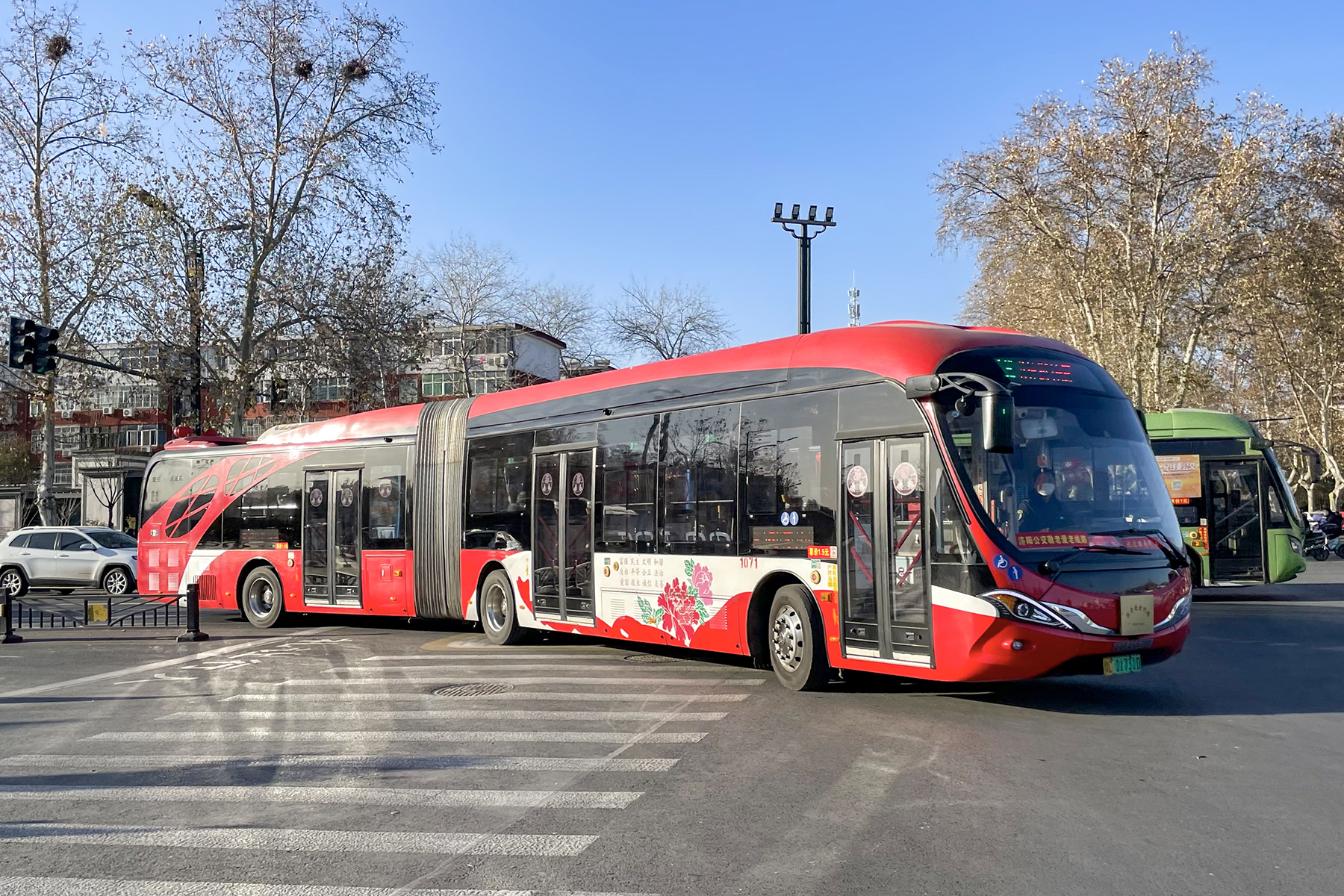
洛陽公交の路線バス

- 洛陽公交
  - 洛陽トロリーバス（中国語版）

### 道路

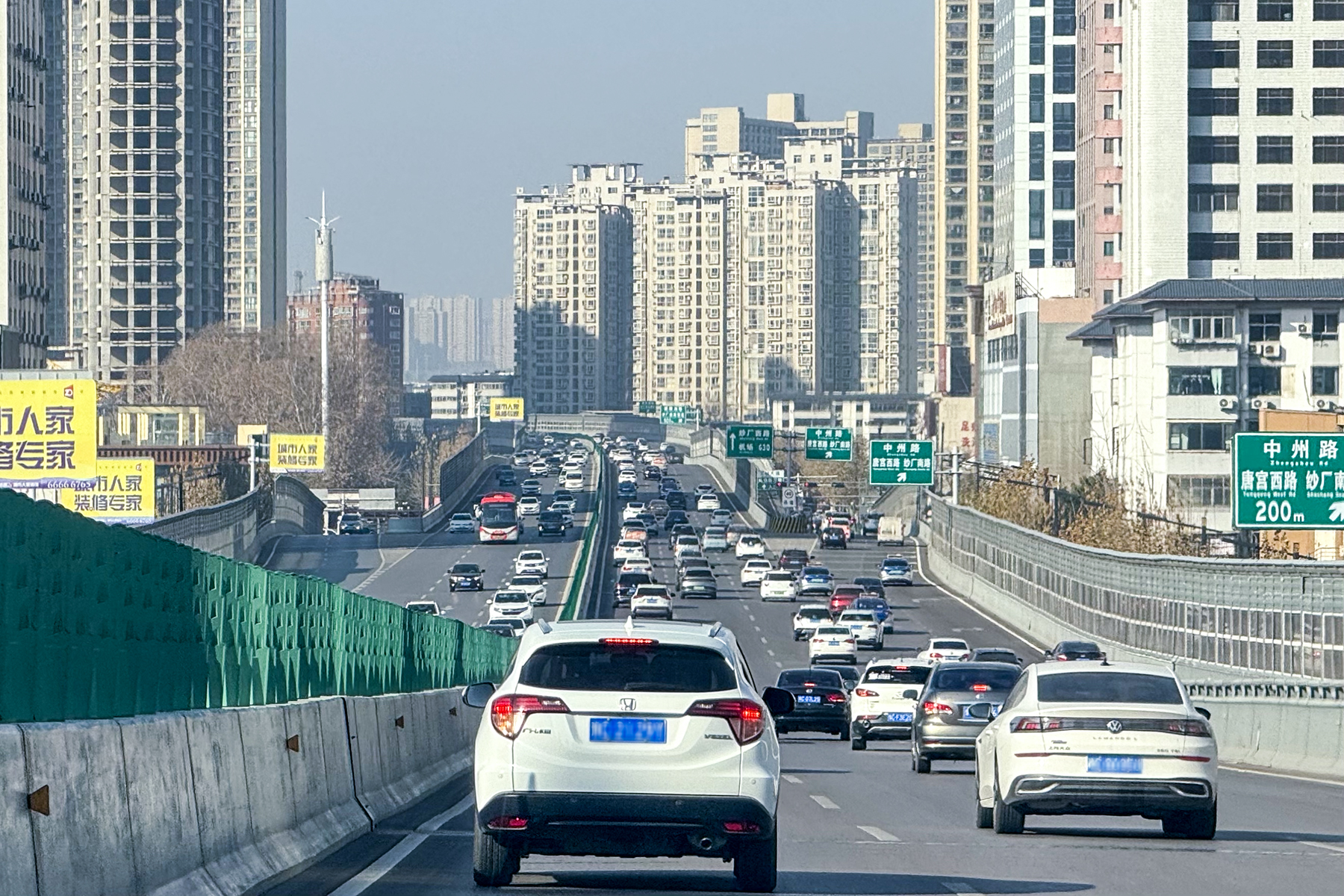
中心部の王城大道快速路

- 高速道路
  -  連霍高速道路
  -  寧洛高速道路
  -  二広高速道路
  -  塩洛高速道路（中国語版）
  -  洛盧高速道路（中国語版）
  -  澠淅高速道路
  -  鄭欒高速道路（中国語版）
  -  欒盧高速道路
  -  済洛高速道路
  -  洛欒高速道路（中国語版）
  -  新伊高速道路
- 国道
  - G207国道（中国語版）
  - G208国道
  - G241国道（中国語版）
  - G310国道（中国語版）
  - G311国道（中国語版）
  - G343国道（中国語版）
  - G344国道（中国語版）

## 姉妹都市・提携都市
姉妹都市
- 岡山市（日本国岡山県）
1981年4月6日 姉妹都市提携
- トゥール市（フランス共和国）
1981年4月6日 姉妹都市提携
- 須賀川市（日本国福島県）
1993年8月 友好都市提携
- 扶余郡（大韓民国）
1996年8月13日 姉妹都市提携
- 橿原市（日本国奈良県）
2006年2月12日 友好都市提携
- ラクロス市（アメリカ合衆国ウィスコンシン州）
- プロヴディフ市（ブルガリア）